# 李岷琛
李岷琛（1838年—1913年），字少東。四川安縣人，清末政治人物。

## 生平
咸豐十一年（1861年）拔貢，同治三年（1864年）中舉人，同治十年（1871年）成進士。選庶吉士，散館授翰林院編修。歷任貴州鄉試副考官、雲南學政、國史館協修、翰林院撰文、順天鄉試同考官、文淵閣校理、起居注協修、方略館纂修、詹事府右贊善、直隸天津道、直隸津海關道、北洋大學堂督辦、江西督糧道、湖北按察使、江西布政使、湖北布政使、護理湖廣總督等職。清亡後避居上海。